# Reagan Democrat

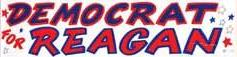
Adesivo per automobili, 1984

Nel linguaggio politico statunitense per Reagan Democrat si intende quell'elettore del Partito Democratico che alle elezioni presidenziali degli Stati Uniti accordava la sua preferenza al repubblicano Ronald Reagan. Il termine viene usato anche per riferirsi a quegli elettori tradizionalmente democratici che votarono per George H. W. Bush alle consultazioni del 1988.
Il termine "Reagan Democrat" è stato coniato dal politologo di fede democratica Stan Greenberg: egli scoprì tale fenomeno politico partendo dall'analisi di una città del Michigan, ovvero Macomb County (pochi chilometri a nord di Detroit) in cui nel 1960 John F. Kennedy prese il 63% dei voti ed in cui nel 1984 Reagan conquistò il 66% delle preferenze. Greenberg affermò inoltre che la maggior parte dei democratici reaganiani erano operai bianchi del nord.

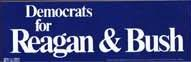
Adesivo per automobili, 1980

Partendo dall'esperienza di Macomb County, comune operaio e generalmente povero, egli arrivò alla conclusione che i democratici reaganiani erano per la maggior parte molto poveri, spesso proletari e nullatenenti rimasti scontenti dall'amministrazione di Jimmy Carter: la classe media, in buona sostanza, rimase fedele al Partito Democratico.
I motivi che convinsero molti democratici a votare Reagan sono da ricercare in primo luogo nell'abilità di quest'ultimo a presentarsi come il difensore della tradizione americana (dura fu la sua lotta, ad esempio, contro aborto e pornografia) ed in secondo luogo dal tentativo dell'ex attore di diminuire la pressione fiscale e di garantire la sicurezza nazionale attraverso una più severa repressione del crimine.
Qualunque siano le considerazioni politiche che si possano fare in merito, è indubbio che i democratici reaganiani esistettero davvero e che anzi costituirono una fetta importante dell'elettorato: d'altra parte durante le presidenze Reagan (dal 1981 al 1989) i democratici, che alle presidenziali subivano severe batoste, vinsero a mani basse le elezioni per il rinnovo delle due Camere del Congresso.